# Strikeforce: Evolution
Strikeforce: Evolution foi um evento de artes marciais mistas promovido pelo Strikeforce, ocorrido em 19 de dezembro de 2009 no HP Pavilion em San Jose, California. O evento foi transmitido ao vivo na Showtime para os EUA, e no SuperChannel no Canadá.

## Background
Robbie Lawler era esperado para enfrentar Benji Radach no card, porém Radach não foi capaz de ser liberado medicalmente para começar a treinar a tempo para a luta. Radach foi substituído por Trevor Prangley; porém, Prangley sofreu uma lesão no joelho enquanto treinava para a luta e teve que se retirar da luta. Em 16 de Dezembro, foi anunciado que Lawler não iria lutar no card porque não acharam um substituto para enfrentá-lo.
O estreante do Strikeforce Bryan Travers era esperado para enfrentar Daisuke Nakamura, mas foi forçado a se retirar da luta devido a uma lesão desconhecida. Justin Wilcox tomou seu lugar no card.
A luta entre Bobby Stack vs. David Douglas foi cancelada. Douglas, que aceitou a luta com semanas de antecedência, teria tido dificuldades em seu corte de peso e foi hospitalizado após ter sintomas de gripe.
O evento acumulou um recorde de aproximadamente 341,000 telespectadores na Showtime.

## Pagamento revelado
O seguinte é o pagamento para os lutadores como comunicado pela Comissão Atlética do Estado da California. Isso não inclui dinheiro de patrocinadores ou bônus de "vestiário" as vezes dado pelo Strikeforce.
- Scott Smith: ($55,000, sem bônus de vitória) derrotou Cung Le: ($150,000)
- Gilbert Melendez: ($55,000, sem bônus de vitória) derrotou Josh Thomson: ($30,000)
- Ronaldo Souza: ($65,000 incluindo $10,000 bônus de vitória) derrotou Matt Lindland: ($50,000)
- Muhammed Lawal: ($20,000 includes $10,000 bônus de vitória) derrotou Mike Whitehead: ($30,000) ^
- Antwain Britt: ($10,000 incluindo $5,000 bônus de vitória) derrotou Scott Lightly: ($5,000)
- Justin Wilcox: ($5,000, sem bônus de vitória) derrotou Daisuke Nakamura: ($200)
- Alexander Crispim: ($4,000 incluindo $2,000 bônus de vitória) derrotou AJ Fonseca: ($2,000)

^ Muhammed Lawal foi penalizado com 10 porcento de sua bolsa por espalhar o energético dos patrocinadores pelo cage. A CSAC inicialmente não incluiu informações sobre a penalização.

## Ligações Externas
1. ↑  Pelo Cinturão Peso Leve do Strikeforce.